# Català a Internet
La situació del català a Internet és, generalment, bona, i la seva presència a la xarxa és més alta de la que pertocaria per una llengua que té aproximadament deu milions de parlants. Pel que fa al nombre de parlants, el català es troba en el 75è lloc mundial, mentre que pel que fa a presència a Internet ocupa els llocs entre el 10è i el 20è. Dels deu llocs web més visitats de la xarxa, sis tenen versió en català (Google, Facebook, YouTube, Viquipèdia, Windows Live i Twitter) i quatre no en tenen (Yahoo!, Baidu, QQ i LinkedIn; d'aquests quatre, dos d'ells –Baidu i QQ– són llocs web xinesos).
El WICCAC (Webmàsters Independents en Català, de Cultura i d'Àmbits Cívics) publica mensualment el Baròmetre de l'ús del català a Internet, el qual repassa l'evolució de la situació de la llengua catalana a Internet. Per exemple, el seu resum (setembre de 2013) destaca que els sectors on la implantació del català a la xarxa és major són les universitats, el teatre i dansa, les fires i salons, els vins i caves, l'església, els portals d'Internet i la música; per altra banda, els sectors on el català té menys presència són els dels laboratoris, farmàcia i química, els electrodomèstics i la fotografia, la neteja, perfumeria, cosmètica i drogueria i, finalment, els automòbils i motocicletes.
El domini .cat (gestionat per la Fundació puntCat), fou el primer domini de primer nivell genèric d'Internet que la ICANN atorgà a una comunitat lingüística i cultural. A mitjan 2011 va superar els 50.000 dominis registrats.